# Kronobäckstjärnen
Kronobäckstjärnen är en sjö i Storumans kommun i Lappland och ingår i Umeälvens huvudavrinningsområde.